# Guitar Pro
Guitar Pro é um programa de computador, do tipo shareware, de edição de partituras e notação musical,  desenvolvido pela companhia francesa Arobas Music.

## História
Há quatro versões principais do software: versões 3, 4 ,5, 6 e 7. Algumas versões inferiores, com correções de defeitos e algumas funcionalidades menores adicionadas, também foram disponibilizadas. A licença inclui atualizações gratuitas para todas as versões inferiores. 

## Sistemas
Há versões para os sistemas Microsoft Windows, Mac OS, Linux, iOS, Android e Blackberry. Sendo considerado um dos editores de partitura mais populares para computador.